# Gaißmayer & Schürhagl

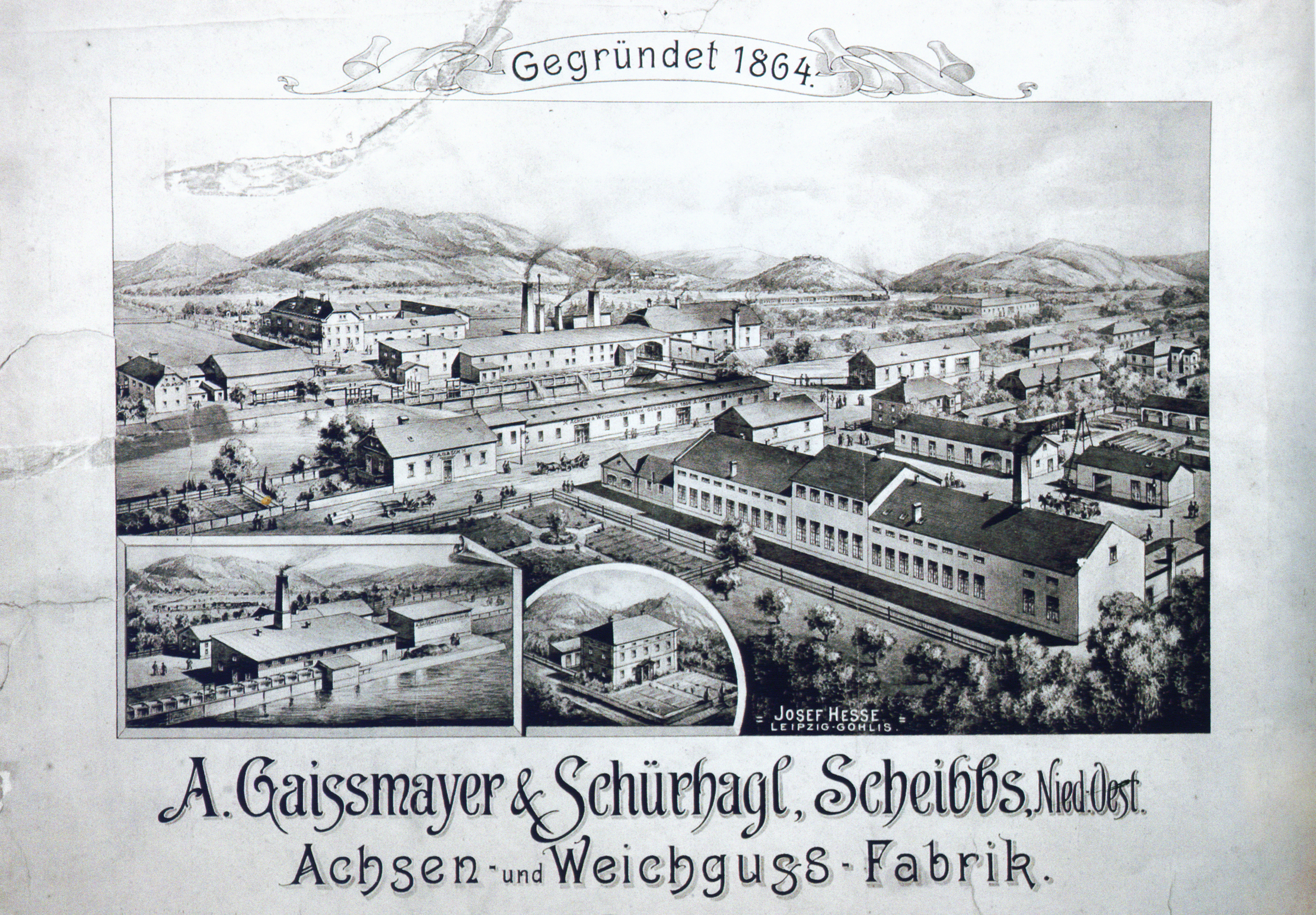
Gaißmayer & Schürhagl 1867

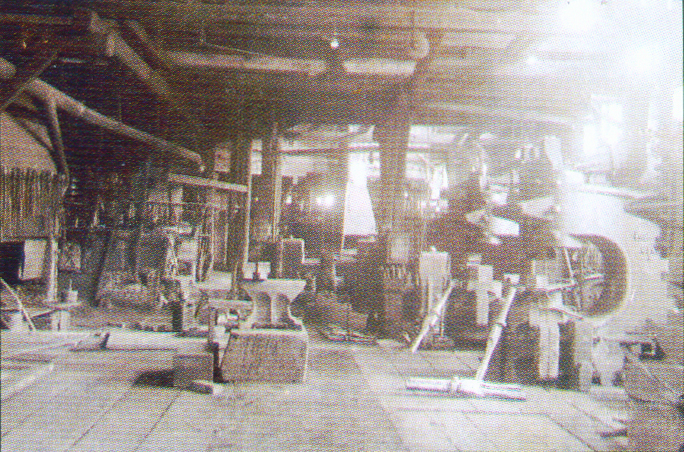
Werkshalle innen

Die Firma Gaißmayer & Schürhagl war eine Fabrik für die Erzeugung von Wagenachsen und befand sich in Scheibbs-Heuberg um die Jahrhundertwende. Neben den Fabriken Andreas Töppers und von Weiß & Sohn war der Betrieb eine Großanlage in der niederösterreichischen Eisenwurzenregion.

## Geschichte
Im Jahr 1851 wird der Heuberghammer in Scheibbs-Heuberg von dem aus Boding bei Frankenfels stammenden und 1804 in Lassing geborenen Hammermeister Sebastian Schürhagl gekauft, ebenso wie der Strudenhammer in Neustift, den 1861 Franz Wertheim kaufte und dort eine Werkzeugfabrik einrichtete. Der Heuberghammer wird bereits 1462 als Mühl in Heyberg genannt, 1770 gehörte der Hammer Philipp und ab 1814 Gottfried Punzengruber, der 1828 einen Sensenhammer einrichtete. 1837 wird er von Franz Huber übernommen, der noch im selben Jahr zu seinem Werk eine Brücke über die Erlauf erneuerte, die sogenannte Heubergbrücke.

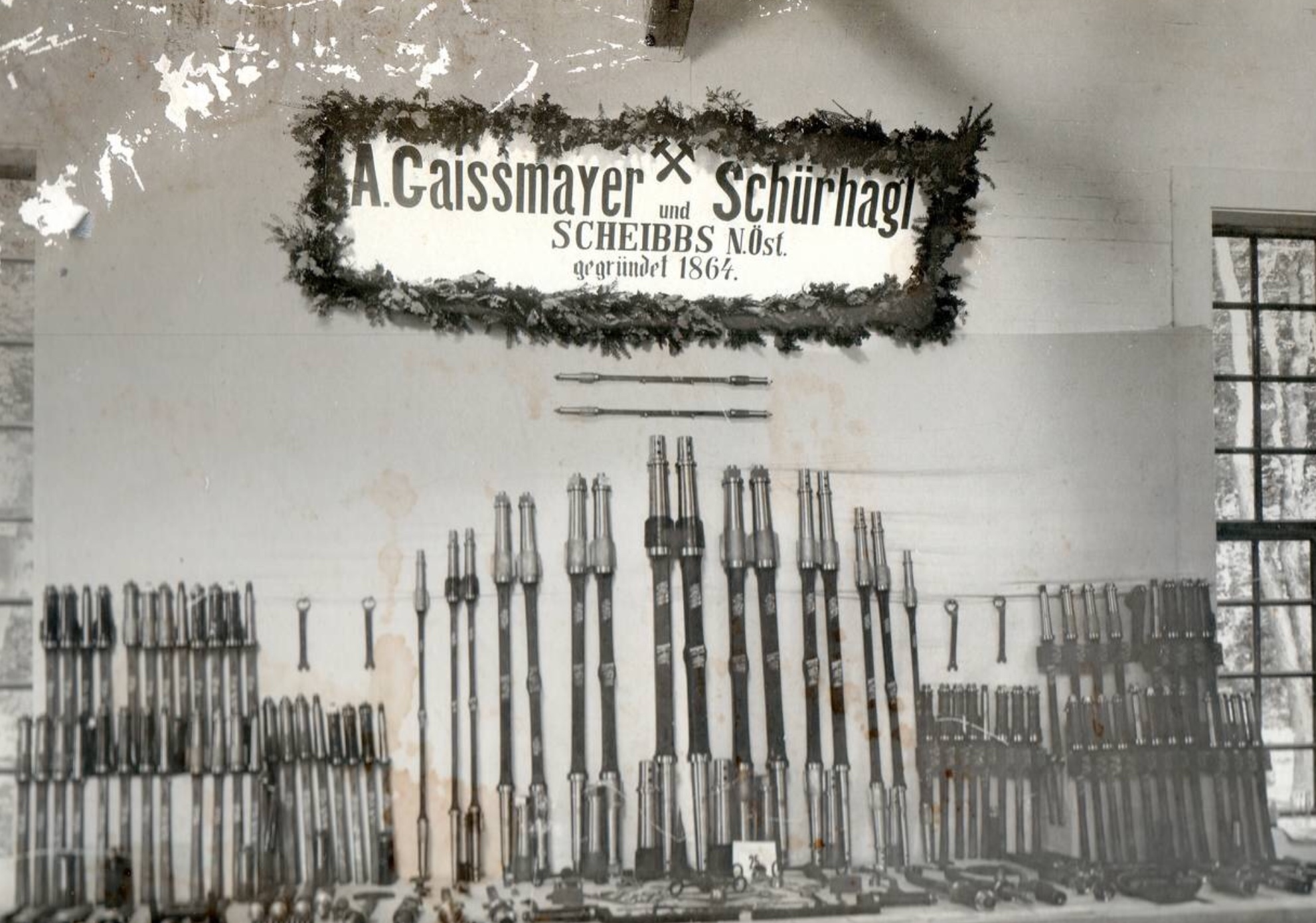
Wagenachsen Gaißmayer & Schürhagl

1864 tritt Anton Gaißmayer als Financier in diesen Hammer ein und die Firma Gaißmayer & Schürhagl wird gegründet. Erzeugt werden vorwiegend Wagenachsen, Stösselachsen, Mutternachsen, Flügelachsen, Kalesch-Schmierachsen und Pflugachsen, später auch Colings-Patentachsen und Automobilachsen, sowie Wagenbremsen, Kalesch- und Frachtwagenbremsen. Das Fabrikszeichen bei den Wagenbremsen war die Krone, an den Achsen wurde als Fabrikszeichen ein Anker eingestanzt. Das Werk bestand 1852 aus folgenden Anlagen: ein Zerrennfeuer, zwei Streckfeuer, ein Schlag und ein Streckwalzwerk. Es wurden 11 Arbeiter beschäftigt.

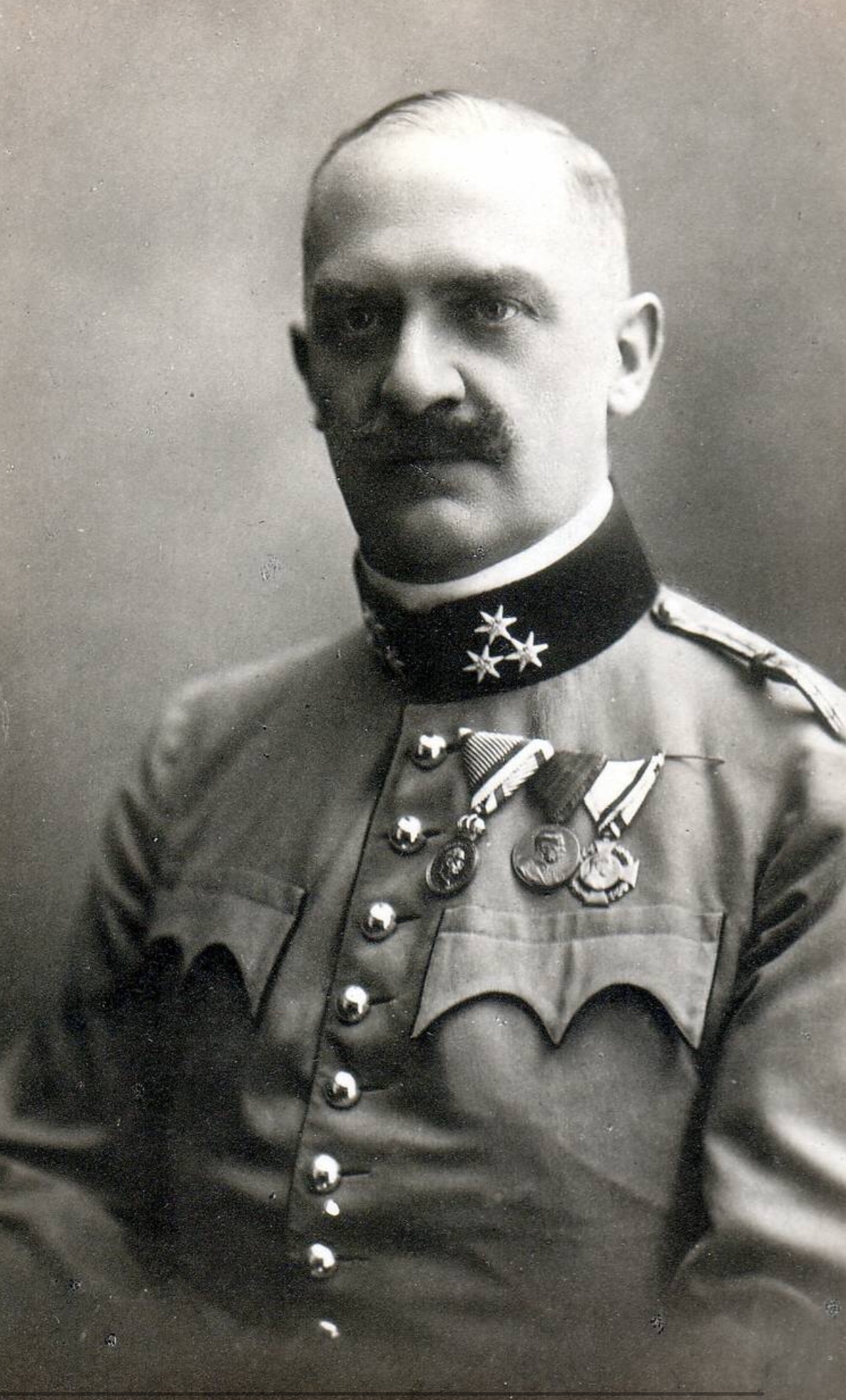
Rittmeister Schimatzek

1873 wird durch einen Gesellschaftsvertrag der Betrieb in A. Gaissmayer & Schürhagl umbenannt. Schürhagls Nachfolger wurde erst sein Sohn Michael Schürhagl, später wird der Anteil Schürhagls von dessen Schwiegersohn Rittmeister Anton Schimatzek durch Einheirat übernommen. Der Betrieb wird erweitert um einem Schlag und zwei Weißhitzfeuer, außerdem wird das Werk erweitert, es entsteht eine Weichgussfabrik zur Erzeugung von Zahnrädern, Messingbüchsen, Muttern etc. welche in den Balkan, nach Deutschland und Russland exportiert werden. 1878 wird eine Betriebsfeuerwehr als zweiter Zug der Scheibbser Freiwilligen Feuerwehr gegründet, die 1938 aufgelöst wird.

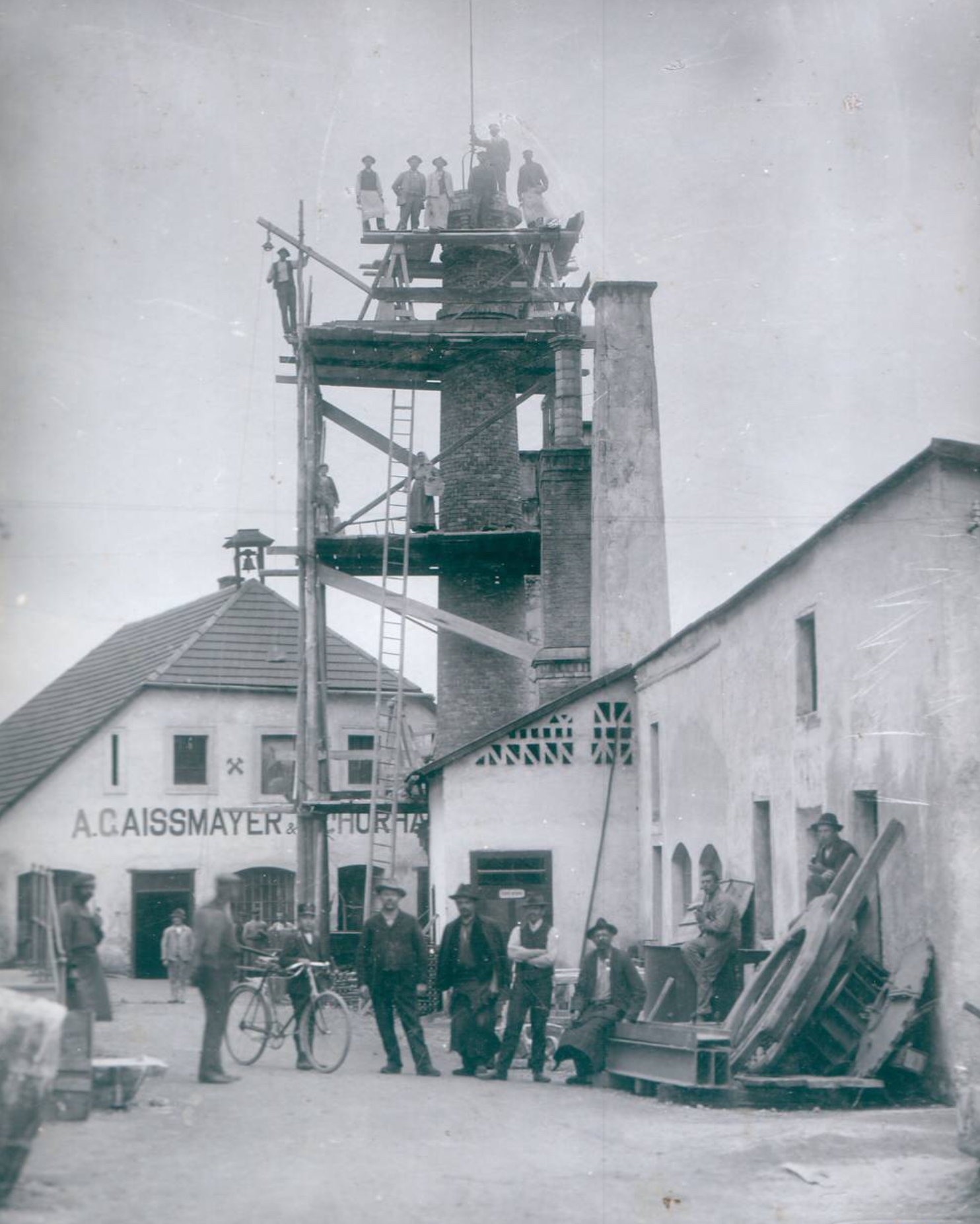
Errichtung des Schornsteins für das Elektrizitätswerk

1908 werden fünf Dynamomaschinen für Wasserkraft mit 500 PS eingerichtet, für die Energiegewinnung wurde ein Wehr in der Erlauf errichtet, 1911–1913 ein Schornstein und eine Dampfturbine für das E-Werk als Ersatz für vier Wasserräder des alten Hammers errichtet. Die Arbeiter erhielten ein Stromdeputat. Die Fabrik nimmt raschen Aufschwung und beschäftigt bereits 1908 140 Arbeiter, 1914 150 und 1916 170 Arbeiter.

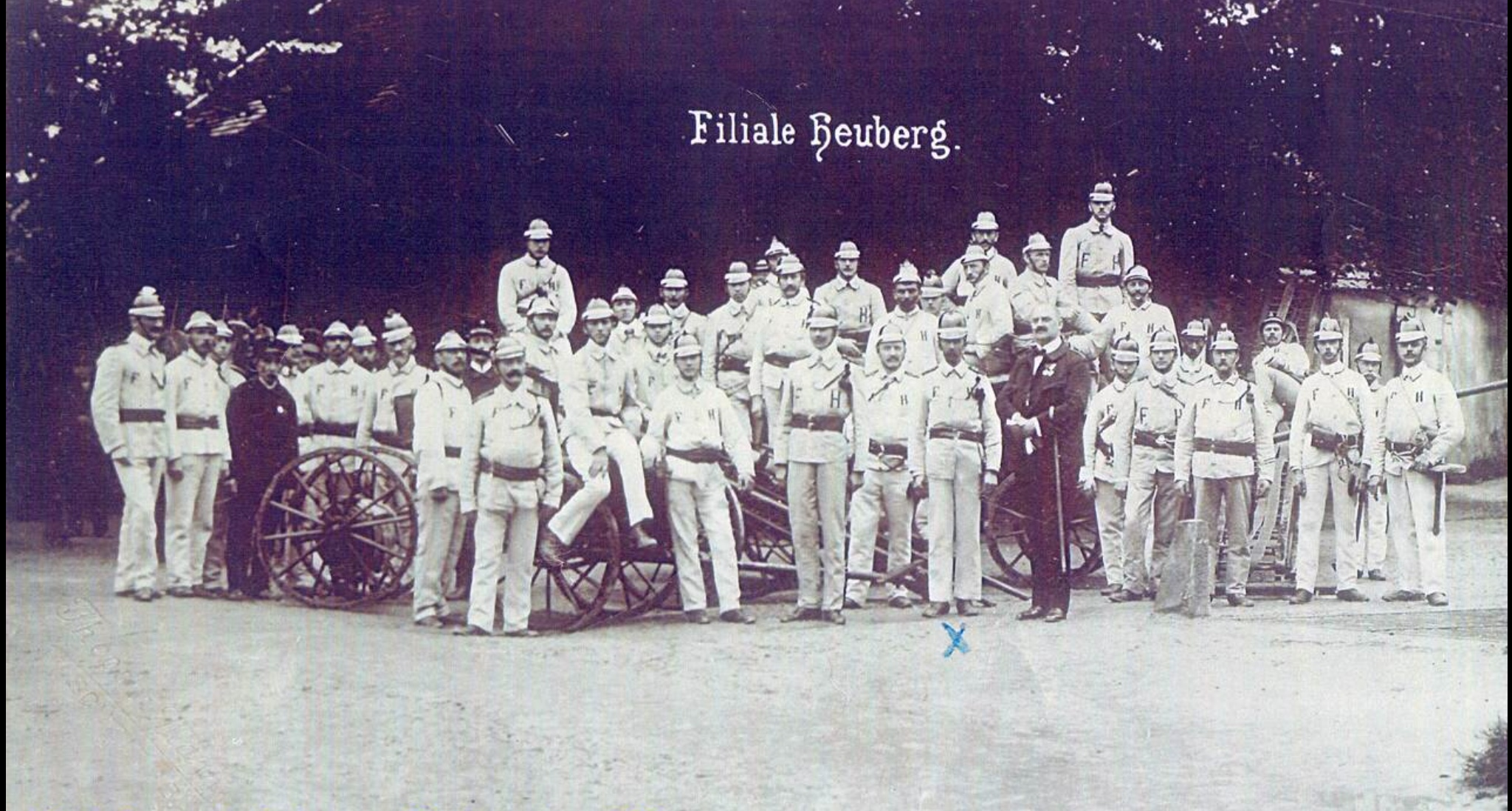
Werkfeuerwehr

Nach dem Zusammenbruch der Monarchie wird 1924 die Fabrik infolge Absatzschwierigkeiten stillgelegt. Der Export in die ehemaligen Kronländer der Monarchie, die Bukowina, Polen, Ungarn, Galizien, Rumänien, Bosnien-Herzegowina und Serbien, die die hauptsächlichen Abnehmer von Achsen waren, konnte nicht mehr durchgeführt werden. Außerdem waren der Bedarf an Wagenachsen durch das Aufkommen des Automobils im Schwinden und die ausländische Konkurrenz wirtschaftlich zu stark.

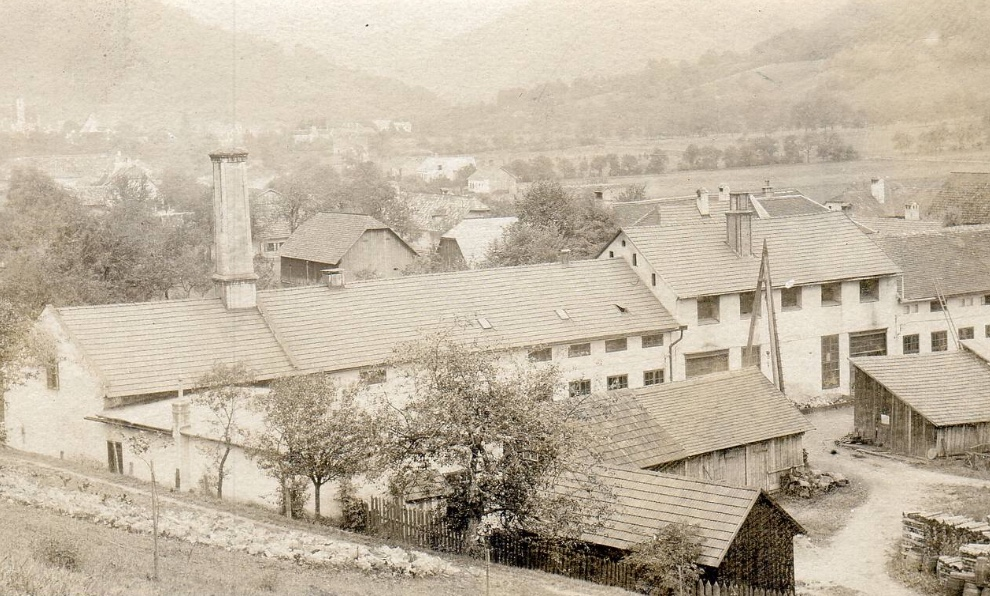
Gaißmayer & Schürhagl Fabrik rechts der Erlauf

Ab 1924 erwarb Ludwig Weinbrenner für seine Tonindustrie Scheibbs Stück für Stück das Areal und baute seine Keramikmanufaktur dort auf.

## Auszeichnungen
- Silber-Medaille Ausstellung Krems 1864
- Ehrenpreis Ausstellung Linz 1865
- Bronze-Medaille Landwirtschaftliche Ausstellung Wien 1866
- Silber-Medaille Ausstellung Salzburg 1868
- Verdienst-Medaille Weltausstellung Wien 1873
- Ehrendiplom Landesausstellung Graz 1890